# 見崎南美
見崎 南美（みさき みなみ、1997年5月12日 - ）は、日本の女子バスケットボール選手である。ポジションはポイントガード。Wリーグの三菱電機コアラーズ所属。

## 来歴
静岡県出身。
常葉学園中学・高校で全国大会を経験。
卒業後、三菱電機コアラーズに加入。